# Costa Zumberge

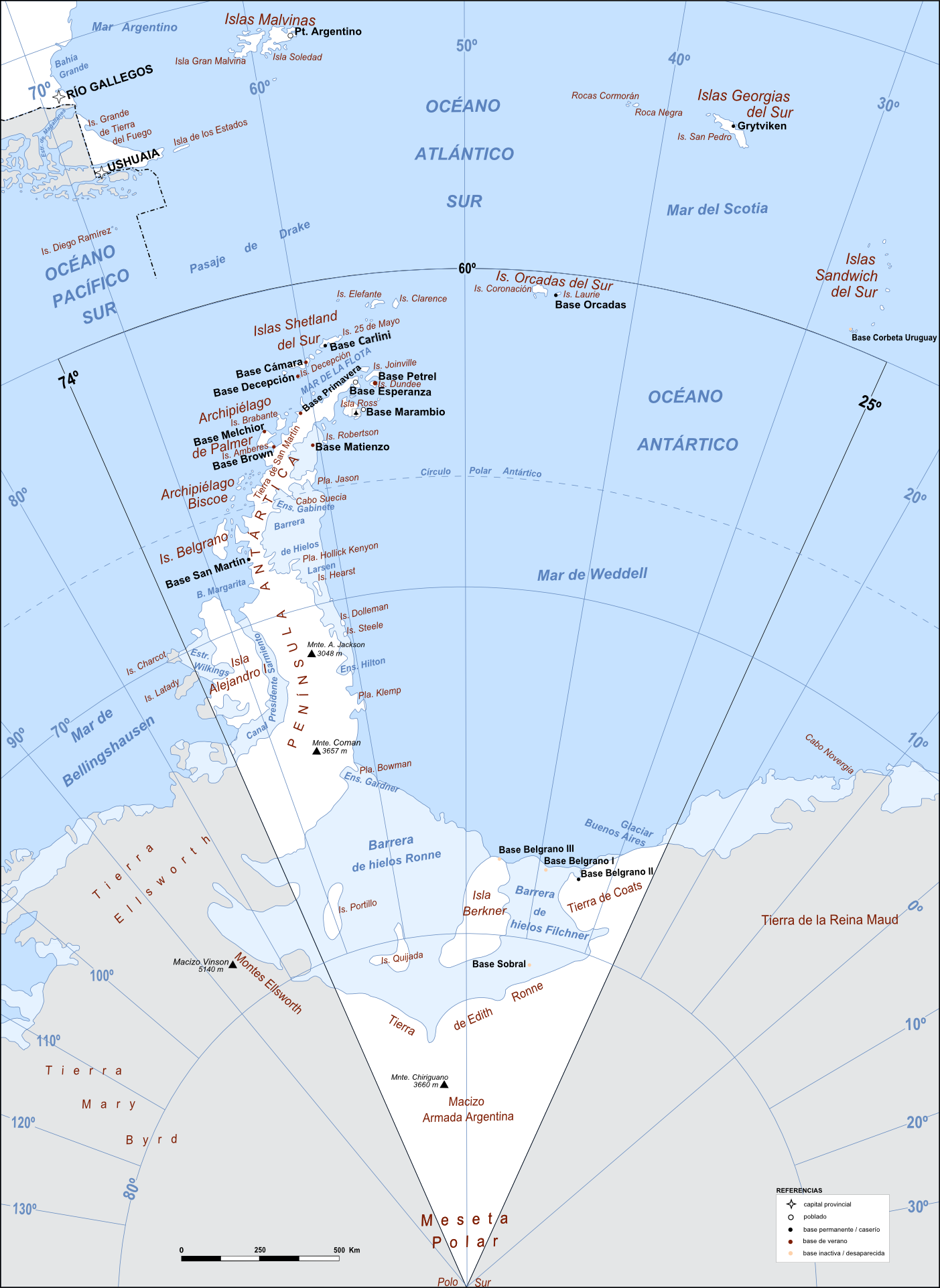
Localización de la costa Zumberge al norte de la isla Portillo.

La costa Zumberge (del inglés: Zumberge Coast) es la porción de la costa del mar de Weddell sobre la barrera de hielos Ronne entre el cabo Zumberge (76°14′S 69°40′O / -76.233, -69.667), límite con la costa Orville, y el punto de entrada sur a la ensenada Hércules (80°04′S 79°00′O / -80.067, -79.000), límite de la Tierra de Ellsworth. Los Antartandes la separan de la costa Bryan situada sobre el mar de Bellingshausen y los montes Ellsworth la separan del interior de la Tierra de Ellsworth.
De acuerdo a la base de datos del Comité Científico para la Investigación en la Antártida (SCAR), que registra los topónimos antárticos publicados por diversos países, la base de la península Antártica y de la Tierra de Palmer es definida por el US-ACAN de Estados Unidos como una línea que parte del cabo Adams (75°04′S 62°20′O / -75.067, -62.333) que la separa de la Tierra de Ellsworth. Esta definición deja a la costa Zumberge como parte de la Tierra de Ellsworth. El Reino Unido hasta 2009 acordó con esa definición estadounidense, pero para reflejar con más exactitud la extensión de la península Antártica e incluir un sector sin denominación, movió unos 300 km hacia el sur el límite de la península y de la Tierra de Palmer a una línea que parte de la línea de conexión a tierra de la corriente de hielo Evans (aprox. 76°34′S 75°00′O / -76.567, -75.000) en la costa Zumberge. Esta definición dejó a la costa Zumberge dividida entre la Tierra de Palmer en la península Antártica y la Tierra de Ellsworth.
La costa Zumberge fue cartografiada entre 1961 y 1966 mediante fotografías aéreas por el Servicio Geológico de los Estados Unidos y por imágenes del satélite Landsat I entre enero y febrero de 1974. También desde sondas con radar que partieron de la Base Siple en la Tierra de Marie Byrd en enero de 1975.
El nombre de costa Zumberge le fue dado por el Comité Consultivo Sobre Nomenclatura Antártica en 1986 en honor al geólogo estadounidense James Zumberge, que dirigió las investigaciones sobre la barrera de hielo Ronne entre 1957 y 1964.
La península Fowler destaca en la costa Zumberge, introduciéndose en el mar de Weddell, estando su costa norte sobre la corriente de hielo Evans y su costa sur sobre la ensenada Carlson. Está última la separa de la península Fletcher. Frente a la costa se destaca la elevación del hielo llamada isla Portillo (Korff Ice Rise).

## Reclamaciones territoriales
Argentina incluye a la parte de la costa Zumberge al oriente de los 74° O, incluyendo al extremo oriental de la península Fowler, en el departamento Antártida Argentina dentro de la provincia de Tierra del Fuego, Antártida e Islas del Atlántico Sur; para Chile forma parte de la Comuna Antártica de la provincia Antártica Chilena dentro de la Región de Magallanes y de la Antártica Chilena; y para el Reino Unido integra el Territorio Antártico Británico. Las tres reclamaciones están restringidas por los términos del Tratado Antártico.
Nomenclatura de los países reclamantes:
- Argentina: -
- Chile: -
- Reino Unido: Zumberge Coast